# Thapsinochernes flavus
Genre
Espèce
Thapsinochernes flavus, unique représentant du genre Thapsinochernes, est une espèce de pseudoscorpions de la famille des Chernetidae.

## Distribution
Cette espèce se rencontre à Guam et aux Palaos.

## Description
Thapsinochernes flavus flavus mesure de 2 à 2,1 mm et Thapsinochernes flavus major mesure de 2,5 à 3,2 mm.

## Liste des sous-espèces
Selon Pseudoscorpions of the World (version 3.0) :
- Thapsinochernes flavus flavus Beier, 1957 de Guam
- Thapsinochernes flavus major Beier, 1957 des Palaos

## Publication originale
- Beier, 1957 : Pseudoscorpionida. Insects of Micronesia, vol. 3, p. 1-64 (texte intégral).